# Мазда6
Мазда6 или Мазда 6 је аутомобил средње класе који производи јапански произвођач аутомобила Мазда од 2002. године, тренутно у трећој генерацији. У Јапану и Кини познат је под називом атенца (Atenza), изведено од италијанске речи attenzione. Наследник је модела 626, односно модела капела за јапанско тржиште. Био је први модел који је повезан са Маздиним рекламним Zoom-Zoom слоганом. Од треће генерације користи Skyactiv технологију.

## Историјат

### Прва генерација (GG1, 2002−2008)
Мазда6 из 2002. године је у суштини шеста генерација Мазде 626, док Мазда6 наставља на Г-платформи, напредујући од GF платформе модела 626 до GG платформе Мазде6.
Ово је био модел који је направио прекретницу у Маздином односу према дизајну својих модела. Са првом генерацијом, Мазда се окренула новом и динамичном дизајну, потпуно нетипичном за свој дотадашњи, помало досадни и уштогљени стил. Дизајн је свакако био нов, али су неке ствари остале по старом, а то је пре свега поузданост, по чему су Мазде познате. Атрактивне спољне линије потпуно су издвојиле овај модел од конкуренције. Притом и возне особине су биле за класу боље у односу на старије Мазде, а овај модел је у каснијим верзијама чак понудио и варијанте са погоном на свим точковима, као и спортску „МПС” верзију са бензинским 2.3 турбомотором, погоном на свим точковима и 260 КС.
Од мотора у понуди су били бензинци од 1.9, 2.0 и 2.3 литра са 120 до 166 КС, а већ наредне 2003. појавила се лифтбек и караван верзије са петора врата. Са њима је уведен и нови мотор дволитарски дизелаш од 120 и 136 КС, као и најскупља варијанта са мотором 2.3 литра и погоном на сва четири точка. Први редизајн је уследио 2005. године, где је побољшана заштита од корозије, незнатно је измењена предња маска, 2.0 бензинац је појачан на 147 КС, а дизелаш са 136 на 143 КС. Године 2006. представљена је најснажнија верзија са ознаком „МПС” и 2.3 турбомотором снаге 260 КС и погоном на сва четири точка.

### Друга генерација (GH, 2007−2012)
Друга генерација је премијерно представљена на салону аутомобила у Франкфурту 2007. године. Мазда6 је заснована на GH платформи, ревидираној верзији шасије GG коју Форд и даље користи као своју CD3 платформу. Мазда и даље нуди три модела каросерије, укључујући лимузину са четвора врата, лифтбек и караван са петора врата. Бројни новинари су похвалили његово електрично потпомогнуто управљање, које је знатно побољшано у односу на претходну генерацију, јер даје више повратних информација возачу. Модел лифтбек има већи пртљажни простор за чак 200 литара у односу на конкурентна возила Форд мондео и Опел инсигнија (лифтбек) са обореним задњим седиштима.
Највећи проблем из прве генерације, корозија, била је решена. Од мотора није се много променило у односу на прву генерацију. Основни бензински мотори су и даље 1.8 и 2.0, такође погодни за коришћење ауто-гаса. Јачи бензински мотор је атмосферски 2.5 и нема више из претходне генерације 2.3 DISI турбо. Године 2010, мотор од 2.0 MZR замењен је новим 2.0 DISI са директним убризгавањем горива. Функционише исто као старији и има сложену конструкцију и немогуће је поставити ауто-плин (ЛПГ). Од дизел мотора уграђивали су се 2.0 MZR-CD (140 КС) и 2.2 MZR-CD (163 и 185 КС).
Основна варијанта опреме је Comfort, затим Ekclusive, Ekclusive Plus и најбогатији Sport. Разлике у верзијама опреме нису биле велике, ограничене су на присуство ксенонских фарова, кожни тапацирунг, звучни систем и електрично подешавање и грејање седишта. Свака Мазда6 генерације GH има електронски контролисани клима уређај, када је у питању европско тржиште. Рестајлинг је урађен 2010. године.

### Трећа генерација (GJ/GL, 2012−)
Представљена је на салону аутомобила у Москви августа 2012. године у седан верзији, а караван је представљен месец дана касније на салону аутомобила у Паризу. У овој генерацији на располагању су само верзије седана са четвора врата и караван са петора врата, лифтбек верзија је укинута. Караван се не нуди на северноамеричком тржишту због мале потражње. Доступна је купцима у Европи и Јапану од краја 2012. године, док је на друга тржишта стигла, укључујући и САД, у пролеће 2013. године.
Трећа генерација садржи Маздину иновативну Skyactiv технологију, као и нови кочиони систем i-ELOOP, уз већ препознатљиви „кодо” дизајн, осмишљен од стране Маздиног дизајнерског тима. Мазда6 представља авангарду по питању дизајна и технике. Визуелно, ова лимузина се у потпуности ослања на концепт „такери”, чији динамичан изглед остаје у потпуности очуван код модела Мазда6.
Међуосовинско растојање треће генерације повећано је за 105 мм, тако да сада износи 2.830 мм. Дугачка је 4.865 мм, широка 1.840 мм и висока 1.450 мм. У поређењу са претходном генерацијом, предња осовина померена је за 100 мм напред, у односу на „А” стуб, па је тако смањен предњи препуст каросерије. Исти случај је и на задњем делу аутомобила. Захваљујући свим овим побољшањима, путници у кабини добили су више корисног простора. Возач и сувозач имају додатних 20 мм у пределу између рамена, док путници на задњим седиштима добијају нових 43 мм простора за колена. Пртљажник, чија врата се сада отварају шире него на претходном моделу, располаже са 483 литра запремине. Захваљујући коришћењу компоненти од новог ултра-чврстог челика, смањена је укупна тежина возила док је чврстоћа конструкције повећана за 30 одсто. Рестајлинг је урађен два пута, 2015. и 2017. године.
У јулу 2019. године назив атенца (Atenza) је напуштен на јапанском тржишту, као део нове Маздине глобалне структуре имена.
Од мотора уграђивали су се, бензински мотори 2.0 SKYACTIV-G (145 и 165 КС), 2.5 SKYACTIV-G (192 и 194 КС) и дизел мотори 2.2 SKYACTIV-D (150, 175 и 184 КС).